# 鈴木乙一郎
鈴木 乙一郎（すずき おといちろう、1924年（大正13年）3月20日 - 2012年（平成24年）1月3日）は、日本の政治家。1987年から2003年まで旧栃木市長を務めた。栃木市名誉市民。

## 経歴

### 生い立ち
1924年（大正13年）3月、栃木県下都賀郡豊田村小宅（現小山市小宅）の農家の長男として生まれる。小学校を卒業した1937年（昭和12年）、東京浅草の麻問屋に修業に行く。鈴木が語ったところによると修業先の麻問屋は厳しい家だったというが、この修業時代に培ったマナーや人脈は後に事業を興した際に役立ったという。また当時、将来に備えて夜学にも通っており、睡眠時間2,3時間、休みは月1日のみの生活が続いたという。
1941年（昭和16年）、徴用の知らせを受け愛知県豊川の火薬工場に配属されたが、同年12月に開戦の知らせを聞き、軍への入隊を志願。その後、航空隊の試験を受け東京立川の航空隊に入隊した。
終戦後、実家に戻る。父から農業を継ぐように言われたが、栃木市で麻問屋を開業し、26歳で栃木商工会議所の議員に就任。この頃、問屋の多かった栃木市は税金が非常に高く、鈴木は会議所の先輩から大蔵大臣と交渉することを頼まれ、当時大蔵大臣だった池田勇人の自宅に行くと、麦飯が出てきたという。驚いた鈴木に池田の夫人は警察の監視により米が入手できないことを説明すると、後日、鈴木は米を麻の袋に入れて池田の自宅に運んだという。
その後、池田と大蔵政務次官の愛知揆一と国税庁長官の高橋衛に栃木商工会議所で講演してもらうことができた。講演の中で商工会議所の会員から税金が高いのを何とかしてほしいという意見が続出し、しばらくして税金が安くなったことを鈴木は述懐している。

### 政界進出
1955年（昭和30年）4月、業界の後押しにより栃木市議会議員選挙に立候補し初当選を果たす。当時は人前で話すことが苦手で、立候補は嫌だったと鈴木は述べている。
1959年（昭和34年）4月、栃木県議会議員選挙に立候補した。当時、法務大臣だった愛知揆一が鈴木の応援演説に訪れ、新聞は鈴木の当選確実を報じた。ところが、わずか100票足りず落選してしまう。浪人中は栃木市の監査委員を務め、1963年（昭和38年）4月の県議会議員選挙で初当選した。以後、1987年（昭和62年）まで県議会議員を連続6期務めた。県議会では自民党会派に所属した。
県議会議員に就任してからは、自民党県連の政調会長や幹事長などを歴任。1973年（昭和48年）10月から1975年（昭和50年）4月まで県議会副議長を、1977年（昭和52年）6月から1978年（昭和53年）9月まで県議会議長を務めた。
1979年（昭和54年）の第35回衆議院議員総選挙では前回の総選挙で旧栃木2区から立候補し落選していた小平久雄から後継者として指名された。その後、大平正芳首相から電話があり、自民党本部からも立候補を要請された。しかし当時、健康状態が悪化していた船田譲知事を助けるため総選挙への立候補辞退を決断したと鈴木は語っている。

### 市長就任
1987年（昭和62年）4月26日の栃木市長選挙で市長に初当選。以後、2003年（平成15年）4月29日まで市長を4期務める。在任中には栃木駅の高架化に着手し、市長退任の直前の2003年4月4日には両毛線の駅の高架化が実現している。また、市長就任以前から道路整備にも取り組んでおり、2011年（平成23年）3月に北関東自動車道が全線開通したことを感無量と述べている。2004年（平成16年）には旭日中綬章を受章している。
2012年（平成24年）1月3日午前3時47分、急性心筋梗塞のため市内の病院で死去した。下野新聞の連載企画「私の生きた刻」の取材を同年1月6日に受ける予定であったが、これを受けることなくこの世を去った。このため、12回の予定であった「私の生きた刻」の鈴木の連載は11回目で終了することとなった。87歳没。従四位を贈られた。